# Lacinipolia palilis
Lacinipolia palilis là một loài bướm đêm trong họ Noctuidae.